# Emoia
Emoia är ett släkte av ödlor. Emoia ingår i familjen skinkar.

## Dottertaxa tillEmoia, i alfabetisk ordning[1]
- Emoia adspersa
- Emoia aenea
- Emoia ahli
- Emoia aneityumensis
- Emoia arnoensis
- Emoia atrocostata
- Emoia aurulenta
- Emoia battersbyi
- Emoia bismarckensis
- Emoia boettgeri
- Emoia bogerti
- Emoia brongersmai
- Emoia caeruleocauda
- Emoia callisticta
- Emoia campbelli
- Emoia coggeri
- Emoia concolor
- Emoia cyanogaster
- Emoia cyanura
- Emoia cyclops
- Emoia digul
- Emoia erronan
- Emoia flavigularis
- Emoia guttata
- Emoia impar
- Emoia irianensis
- Emoia isolata
- Emoia jakati
- Emoia jamur
- Emoia kitcheneri
- Emoia klossi
- Emoia kordoana
- Emoia kuekenthali
- Emoia laobaoense
- Emoia lawesi
- Emoia longicauda
- Emoia loveridgei
- Emoia loyaltiensis
- Emoia maculata
- Emoia maxima
- Emoia mivarti
- Emoia mokosariniveikau
- Emoia montana
- Emoia nativittatis
- Emoia nigra
- Emoia nigromarginata
- Emoia obscura
- Emoia oribata
- Emoia pallidiceps
- Emoia paniai
- Emoia parkeri
- Emoia physicae
- Emoia physicina
- Emoia ponapea
- Emoia popei
- Emoia pseudocyanura
- Emoia pseudopallidiceps
- Emoia reimschisseli
- Emoia rennellensis
- Emoia ruficauda
- Emoia rufilabialis
- Emoia samoënsis
- Emoia sanfordi
- Emoia schmidti
- Emoia similis
- Emoia slevini
- Emoia sorex
- Emoia submetallica
- Emoia taumakoensis
- Emoia tetrataenia
- Emoia tongana
- Emoia tropidolepis
- Emoia trossula
- Emoia veracunda